# Izbul
Izbul (bulgariska: Избул) är ett distrikt i Bulgarien.   Det ligger i kommunen Obsjtina Novi Pazar och regionen Sjumen, i den nordöstra delen av landet, 300 km öster om huvudstaden Sofia.
Trakten runt Izbul består till största delen av jordbruksmark. Runt Izbul är det ganska tätbefolkat, med 100 invånare per kvadratkilometer.